# Hartmut Glossmann
Hartmut Glossmann (* 3. November 1940 in Kassel) ist ein deutscher Arzt, Pharmakologe mit Zusatzausbildung in Klinischer Pharmakologie und emeritierter Ordentlicher Universitätsprofessor für biochemische Pharmakologie an der Medizinischen Universität Innsbruck. Er ist Nachfolger von Heribert Konzett auf dessen (in Biochemische Pharmakologie umbenannten) Lehrstuhl für Pharmakologie und Begründer des Institutes für Biochemische Pharmakologie. Er ist bekannt für seine Arbeit auf dem Gebiet spannungsabhängiger Calciumkanäle der Plasmamembran. In seinem Institut wurden unter anderem der Sigma-1-Rezeptor erstmals biochemisch isoliert, kloniert und exprimiert sowie Enzyme der Postsqualen-Biosynthese (Delta-7-Dehydrocholesterol-Reduktase, DHCR 7, Sterol-Isomerase, ident mit Emopamil-Binding-Protein, EPB) charakterisiert. In Zusammenarbeit mit dem Innsbrucker Humangenetiker Gerd Utermann konnten die molekularen Ursachen für das Smith-Lemli-Opitz-Syndrom (SLO) und in internationaler Kooperation das Conradi-Hünermann-Syndrom aufgeklärt werden.

## Leben
Hartmut Glossmann wurde 1940 in Kassel geboren. Er studierte Medizin an der Justus-Liebig-Universität Gießen, wo er 1966 promoviert wurde. Seine Doktorarbeit auf dem Gebiet der Biochemischen Pharmakologie (bei Maximilian Frimmer Habilitand von Manfred Kiese) wurde 1968 mit dem Preis der Universität Gießen für die beste Doktorarbeit bedacht. Nach seiner Ausbildung zum praktischen Arzt, unter anderem in Landarztpraxis, Innerer Medizin, Frauenheilkunde, Chirurgie und Pharmakologie, wechselte Glossmann nach seiner Approbation 1968 als Stipendiat der Deutschen Forschungsgemeinschaft an das Max-Planck-Institut für Biochemie (Direktor: Adolf Butenandt) und das Max-Planck-Institut für Eiweiß und Lederforschung (Arbeitsgruppen: Jürgen Engel und Robert Huber) in München und lernte Proteinchemie und optische Methoden zur Strukturaufklärung von Proteinen. Es folgte ein dreijähriger Forschungsaufenthalt in den USA als Visiting Scientist am National Institute of Health in Bethesda/Maryland (David M. Neville jr. und Kevin J. Catt). Nach seiner Rückkehr nach Deutschland erfolgte 1975 die Habilitation in Pharmakologie und im Jahr darauf die Ernennung zum C2-Professor am Rudolf-Buchheim-Institut für Pharmakologie in Gießen bei Ernst Habermann. Im gleichen Jahr erwarb Glossmann den Facharzttitel für Pharmakologie und Toxikologie, im Jahre 1984 zusätzlich den Facharzttitel für Klinische Pharmakologie. Im März 1984 wurde er Ordentlicher Universitätsprofessor an der damaligen Medizinischen Fakultät der Universität Innsbruck und Nachfolger auf dem Lehrstuhl von Heribert Konzett. 1989 erhielt Glossmann eine Gastprofessor für Pharmakologie und Zellphysiologie an der Universität Cincinnati. Zwischen 1999 und 2002 war er Gastprofessor an der Universität Padua. Seit 2008 ist Glossmann am Aufbau des Medizinstudiums der Medizinischen Fakultät der Privaten Universität im Fürstentum Liechtenstein beteiligt. Er leitete das Institut für Biochemische Pharmakologie an der Universität Innsbruck bis 2009.
Glossmann war über zehn Jahre (bis 2005) Mitglied in der Redaktion des Arznei-Telegramms und begründete die erste Arzneimittelkommission an einer Österreichischen Universitätsklinik in Innsbruck.
Als Mitglied der Ethikkommission der Medizinischen Universität Innsbruck war er zusammen mit Andreas Scheil maßgeblich an der Aufklärung des Urologie-Skandals beteiligt.

## Wissenschaftlicher Beitrag

### Rezeptoren für Hemmstoffe des Glucosetransports in der Niere (Phlorizin), für Hormone (Angiotensin 2, Calcitonin) auf Plasmamembranen, Charakterisierung von Proteinen und Glykoproteinen von Plasmamembranen
Glossmann konnte Anfang der siebziger Jahre am National Institute of Health wichtige Beiträge zur Identifikation und Charakterisierung von Proteinen und Glykoproteinen der Plasmamembranen liefern. Zusammen mit David M. Neville jr., der als Erster die (luminalen) Bürstensaum Membranen der Säugerniere reinigte, konnte der Natrium/Glucose-Cotransporter dieser Membranen (SGLT2), mit Hilfe von tritiiertem Phlorizin biochemisch charakterisiert werden. Bemerkenswert ist, dass die In-vitro-Bindung (Affinität) des (zu D-Glucose) kompetitiven Blockers Phlorizin strikt von der Konzentration von Natriumionen (optimal bei extrazellulären, niedrigst bei intrazellulären Konzentrationen) abhängig war und somit Einblick in den Transportmechanismus bot. Abkömmlinge des Phlorizins befinden sich in klinischer Entwicklung als Diabetes-Medikamente (Canagliflozin, Dapagliflozin). Zusammen mit Kevin J. Catt wurde erstmals der Angiotensin-II-Rezeptor der Nebennierenrinde mit Radioliganden identifiziert und die Regulation des Rezeptors durch Guanylnukleotide (und Kationen) entdeckt. Nach dem Glukagon-Rezeptor war dies der zweite Peptid-Hormonrezeptor, für den die Kopplung an G-Proteine in isolierten Membranen belegt werden konnte. In Zusammenarbeit mit der Arbeitsgruppe von GD Aurbach wurde der Calcitonin-Rezeptor näher charakterisiert.
Nach seiner Rückkehr widmete sich Glossmann in Gießen der biochemischen Pharmakologie, die unter anderem die Elementarprozesse von der Bindung eines Signals (Hormon, Neurotransmitter) an spezifische Rezeptoren, ggf. über Kopplungsproteine oder Botenstoffe wie Calcium oder cyclische Nukleotide bis zu den nachfolgenden zellulären Targets erforscht. Er war der Überzeugung, dass sich Rezeptoren für endogene Liganden (und insbesondere auch für Pharmaka, soweit keine endogenen Liganden existieren) hervorragend zum „Drug-Screening“ eignen, vorausgesetzt man besitzt entsprechende „markierte“ Proben für die selektive Markierung. Von der klassisch-pharmakologischen Konkurrenz („Zappelpharmakologie“) seinerzeit als „grinding and binding“ verspottet, erkannte die pharmazeutische Industrie rasch das Potential der biochemischen Pharmakologie und wählte neben anderen Glossmann als wissenschaftlichen Partner. Ihm wurden Vorstufen von Liganden, radioaktiv markierte Pharmaka und Forschungs- und Referenzsubstanzen zur Verfügung gestellt.

### Tyrosinkinase, Pyruvatkinase Typ M2, Glykolyse und malignes Wachstum
Galt das Interesse vieler Pharmakologen den Proteinkinasen, die durch cyclische Nukleotide reguliert werden, beschrieb Glossmann zusammen mit Peter Presek und Erich Eigenbrodt den ersten Inhibitor einer transformierenden Tyrosinkinase, pp 60 src, Quercetin. Eigenbrodt erkannte die Schlüsselrolle der Isoenzyme der Pyruvatkinase (Typ M2) in der Steuerung des Stoffwechsels für die Biosynthese von Nukleinsäuren bei Tumoren, formulierte zusammen mit Glossmann eine neue Interpretation der von Otto Warburg entdeckten aeroben Glykolyse vieler Tumoren und die Rolle der Phosphorylierung der Pyruvatkinase Typ M2 in diesem Geschehen.

### Target-Size-Analyse und pharmakologische Rezeptoren
Anfang der 1970er Jahre existierten nur wenige Möglichkeiten, die molaren Massen von Rezeptorproteinen für Neurotransmitter und Hormone und/oder deren assoziierte regulatorische Proteine (z. B. G-Proteine) in Plasmamembranen zu bestimmen, es sei denn nach kompletter Reinigung oder Photo-Affinitätsmarkierung. Eine der Methoden, als „Target-Size-Analyse“ oder „Strahlungs-Inaktivierung“ bezeichnet, nutzt hochenergetische Strahlung (z. B. durch einen Linearbeschleuniger), um diese zu ermitteln. In Gießen existierte einer der wenigen in Europa für solche Experimente nutzbaren Linearbeschleuniger. Mit Hilfe dieser Methodik wurden die molaren Massen von Alpha-1-Adrenozeptoren und „1,4-Dihydropyridin-Rezeptoren“ der spannungsabhängigen L-Typ-Calciumkanäle, bestimmt, bevor diese gereinigt, photoaffinitätsmarkiert oder kloniert waren. Hinweise, dass L-Typ-Calciumkanäle oligomere Strukturen sind, kamen ebenfalls von der Target-Size-Analyse, bevor die Untereinheiten-Zusammensetzung dieser Membranproteine aufgeklärt war.

### L-Typ-Calciumkanäle
Es begann ein Wettlauf, mittels radioaktiv markierten Calciumantagonisten die bisher nur mittels elektrophysiologischen Methoden (erstmals am Herzen von Harald Reuter dargestellten Plasmamembran-Ionenkanäle) biochemisch zu charakterisieren. Dies gelang 1981 mit dem 1,4-Dihydropyridin Nitrendipin und Herzmuskelmembranen. Daher werden L-Typ-Calciumkanäle (genauer: die porenbildende, mit Spannungsfühlern versehene, transmembranäre Alpha-1-Untereinheit) auch als „1,4-Dihydropyridin-Rezeptoren“ bezeichnet. Unerwartet war der extrem hohe Gehalt dieser Rezeptoren (CaV1.1) in Skelettmuskel T-Tubuli, der die Solubilisierung, Reinigung, Aufklärung der Untereinheiten-Zusammensetzung (CaV1.1: α2δ-1, β1a, γ1) und deren Klonierung ermöglichte, darunter von der Arbeitsgruppe Franz Hofmann. Im Skelettmuskel spielt der dort exprimierte Subtyp der L-Typ-Calciumkanäle eine elementare Rolle in der „Elektromechanischen Kopplung“ (Exzitation-Kontraktion-Kopplung).
Die unterschiedlichen Bindekonstanten für 1,4-Dihydropyridine, die gewebsspezifisch waren, Wechselwirkungen mit Calcium (welches von den Alpha-1-Untereinheiten unterschiedlich fest gebunden wird) und allosterische Effekte führten zum Konzept der „Isokanäle“ (mindestens drei Klassen von L-Typ-Calciumkanälen wurden postuliert) und zum generell akzeptierten Modell der drei Rezeptordomänen in der Alpha-1-Untereinheit. Zur Strukturaufklärung (und späteren Identifikation der an den Rezeptordomänen beteiligten Aminosäuren) trugen Photo-Affinitäts-Liganden (Azidopine, Azidopamil, identisch mit [N-Methyl-3H] (LU 49888) und Azido-Diltiazem) entscheidend bei. Azidopamil, ursprünglich als Photoaffinitätsligand für die „Phenylalkylamin“-Rezeptordomäne der Alpha-1-Untereinheit der L-Typ-Calciumkanäle entwickelt, erwies sich später nützlich zur Reinigung der Sigma-1-Rezeptoren und des Emopamil-Binding-Proteins.

### Sigma-Rezeptoren und Enzyme der Postsqualen Cholesterin-Biosynthese
Auf der Suche nach den molekularen Targets des in Tierversuchen antiischämisch wirkenden „Calciumantagonisten“ Emopamil wurden in der Säugerleber hochaffine Bindungsstellen entdeckt, die mit auch mit Azidopamil photomarkiert werden konnten. Diese unbekannten Rezeptoren wurden biochemisch gereinigt, kloniert und exprimiert. Im einen Falle stellte sich heraus, dass es sich um den lange gesuchten Sigma-1-Rezeptor handelte; im anderen Fall („Emopamil-Binding-Protein“) war es ein bislang nicht charakterisiertes Enzym der Postsqualen Cholesterin-Biosynthese. In der Folge wurde auch das bislang bei Säugern nicht charakterisierte letzte Enzym der Cholesterin-Biosynthese, die Delta-7-Dehydrocholesterol-Reduktase, kloniert und exprimiert. Dieses Enzym regelt auch in den Keratinozyten der Haut die Konzentration von 7-Dehydrocholesterin. 7-Dehydrocholesterin wird durch Einwirkung von UV-B über Zwischenprodukte in Cholecalciferol (Vitamin D3) umgewandelt und Varianten des Enzyms bestimmen, neben anderen Faktoren den Vitamin-D-Status eines Individuums.

## Auszeichnungen
- Ludwig-Schunk-Preis der Medizinischen Fakultät der Justus-Liebig-Universität Gießen (1979)
- Österreichisches Ehrenkreuz für Wissenschaft und Kunst I. Klasse (2003)
- Anerkennungsschreiben des Bundesministers für Wissenschaft und Forschung, Johannes Hahn, für weltweit am meisten zitierte österreichische Wissenschaftler – gemeinsam mit Fred Lembeck (verliehen 2007)

## Publikationen

### Bücher
- Hartmut Glossmann und Jorg Striessnig (Hrsg.): Methods in Pharmacology, Vol. 7: Molecular and Cellular Biology of Pharmacological Targets, Springer (2010).
- H. Glossmann, H. Hofmann: Erkrankungen und Schädigungen der Haut. Springer-Lehrbuch 2010, S. 423–433.

### Wissenschaftliche Artikel
- Publikationen in google scholar[20]